# Renshi
Le titre de Renshi (錬士) , littéralement « samouraï forgé » est le premier des titres de maîtrise dans le système Shōgō (système de titres d'arts martiaux mis en place par la Dai Nippon Botoku Kai, DNBK). Il ne peut être décerné que par un Hanshi (範士), ou un Kyoshi (教士), soke de sa propre école, à un disciple (uchi deshi). Il est généralement attribué entre le 5e et le 6e dan et à 35 ans révolu (4e dan sur dérogation du soke). Le titulaire de ce titre a atteint la maîtrise extérieure ; c'est un chercheur qui commence à s’éveiller, il a une excellente compréhension de l’art, et est qualifié pour l'enseignement technique. C'est le niveau de l'expert.
Il a maîtrisé la technique externe et a bénéficié d'une transmission ésotérique. Eut égard a l'enseignement spécifique qu'il reçoit et sa connaissance du combat de survie, il est capable d’affronter des pratiquants même plus gradés que lui en grades « Dan ». Il reçoit et met en pratique des enseignements  de type « Okuden ». Ce titre sanctionne la différence entre un bon pratiquant et un expert.
Après avoir reçu ce titre de son maître et l’initiation correspondante, il pourra travailler au niveau de l’interne (travail énergétique sous la double notion martiale et médicale). A ce niveau, un pratiquant se doit d'avoir développé les qualités du cœur nécessaire à une pratique consciente (KOKORO).
Traditionnellement, ce titre honorable donne le droit d'ouvrir un dojo lié à son maître en tant qu'instructeur, mais pas d'ouvrir sa propre école (Ryū). Les Maîtres disent fréquemment qu’avant le titre de Renshi, un enseignant est incompétent voire dangereux.
Ce titre bénéficie d'une équivalence universitaire de « Bachelor of Art » (Licence) en philosophie martiale reconnue dans tous les pays anglo-saxons ainsi qu'en Chine et au Japon. Il n'est pas reconnu en France.